# Christina Hellgren
Christina "Kicki" Ingegerd Hellgren, tidigare Pettersson, född 5 oktober 1963, är en svensk tidigare handbollsspelare (vänsternia).

## Klubbkarriär
Christina "Kicki" Hellgren, då med efternamnet Pettersson, spelade för moderklubben Tyresö HF till 1989. Hon blev svensk mästare tre år i rad med Tyresö, 1987–1989. Sedan flyttade hon till Sävsjö HK under två år men 1991 blev klubbadressen Spårvägens HF. Efter säsongen 1994 återvände hon till Sävsjö HK och säsongen 1994/1995 vann hon sitt fjärde SM-guld. Efter hennes femte SM-guld säsongen efter med Sävsjö återvände hon 1996 till moderklubben Tyresö. Hon spelade sedan kvar i Tyresö HF länge, till 2008, då hon som 44-åring avslutade spelarkarriären.
Hennes främsta individuella merit är utnämningen till Årets handbollsspelare i Sverige säsongen 1987/1988.

## Landslagskarriär
Hellgren debuterade i ungdomslandslaget den 11 april 1980 mot Danmark och spelade sedan 31 ungdomslandskamper med 114 gjorda mål. Hon debuterade den 12 juni 1981 i A-landslaget mot Jugoslaviens ungdomslandslag med en förlust 11-21 som resultat. Hon spelade sedan inte nästa landskamp förrän den 4 november 1986 mot Italien. 1990 lyckades landslaget kvalificera sig till sitt första VM, VM 1990 i Sydkorea. Hon spelade i den turneringen och dessutom i nästa VM 1993 i Norge. Mellan åren 1981–1994 spelade hon 123 landskamper och gjorde 189 mål för Sveriges landslag.

## Meriter
- Fem SM-guld: 1987, 1988 och 1989 (med Tyresö HF), samt 1995 och 1996 (med Sävsjö HK)
- Årets handbollsspelare i Sverige säsongen 1987/1988